# Divizia A 2020-21
La Divizia A 2020-21 fue la edición número 30 de la Divizia A, el segundo nivel del sistema de ligas del fútbol de Moldavia. La temporada comenzó el 24 de julio de 2020 y terminó el 25 de mayo de 2021.

## Equipos participantes
| Pos. | Equipo                | Ciudad   | Estadio                 | Capacidad |
| ---- | --------------------- | -------- | ----------------------- | --------- |
| 3    | CSF Spartanii Selemet | Selemet  | Stadionul Selemet       | 1000      |
| 4    | FC Tighina            | Bender   | Dinamo Stadium          | 5061      |
| 5    | FC Cahul 2005         | Cahul    | Cahul Stadium           | 1000      |
| 6    | FC Victoria Bardar    | Bardar   | CSCT Buiucani           | 2000      |
| 7    | FC Speranța Drochia   | Drochia  | Stadionul Orăşenesc     | 4000      |
| 8    | FC Grănicerul Glodeni | Glodeni  | Stadionul Glodeni       | 4000      |
| 9    | FC Sireți             | Sireți   | Stadionul Hârtop Sireți | 1000      |
| 10   | FC Bălți              | Bălți    | Stadionul Orășenesc     | 4000      |
| 11   | FC Iskra Rîbnița      | Rîbnița  | Stadionul Orășenesc     | 4000      |
| 12   | Real Succes Chișinău  | Chișinău | CSCT Buiucani           | 2000      |
| (TD) | FC Falesti            | Fălești  | Stadionul Făleşti       | 4000      |
| (TD) | FC Sucleia            | Tiraspol | Gorodskoj Stadion       | 9030      |
| (TD) | FC Olimp Comrat       | Comrat   | Stadion V.G. Mumzhieva  | 4000      |
| (N)  | FC Sheriff-2 Tiraspol | Tiraspol | Estadio Sheriff         | 14000     |

## Tabla de posiciones
| Pos. | Equipo                | Pts. | PJ | G  | E | P  | GF | GC  | Dif. | Clasificación 2020                               |
| ---- | --------------------- | ---- | -- | -- | - | -- | -- | --- | ---- | ------------------------------------------------ |
| 1    | FC Bălți (C, A)       | 69   | 26 | 23 | 0 | 3  | 85 | 17  | +68  | Campeón y ascenso a la Divizia Națională 2021-22 |
| 2    | FC Cahul 2005         | 57   | 26 | 18 | 3 | 5  | 70 | 23  | +47  |                                                  |
| 3    | FC Sheriff-2 Tiraspol | 54   | 26 | 17 | 3 | 6  | 46 | 24  | +22  | Inelegible para ascender                         |
| 4    | CSF Spartanii Selemet | 46   | 26 | 14 | 4 | 8  | 57 | 42  | +15  |                                                  |
| 5    | FC Sucleia            | 46   | 26 | 14 | 4 | 8  | 64 | 38  | +26  |                                                  |
| 6    | FC Speranța Drochia   | 42   | 26 | 12 | 6 | 8  | 49 | 42  | +7   |                                                  |
| 7    | FC Olimp Comrat       | 38   | 26 | 11 | 5 | 10 | 51 | 44  | +7   |                                                  |
| 8    | FC Iskra Rîbnița      | 35   | 26 | 9  | 8 | 9  | 53 | 49  | +4   |                                                  |
| 9    | FC Tighina            | 30   | 26 | 9  | 3 | 14 | 42 | 61  | −19  |                                                  |
| 10   | Real Succes Chișinău  | 28   | 26 | 7  | 7 | 12 | 44 | 35  | +9   |                                                  |
| 11   | FC Victoria Bardar    | 26   | 26 | 7  | 5 | 14 | 61 | 65  | −4   |                                                  |
| 12   | FC Grănicerul Glodeni | 22   | 26 | 7  | 1 | 18 | 25 | 61  | −36  |                                                  |
| 13   | FC Falesti (D)        | 18   | 26 | 6  | 0 | 20 | 40 | 92  | −52  | Descenso a la Divizia B 2021-22                  |
| 14   | FC Sireți (D)         | 9    | 26 | 2  | 3 | 21 | 26 | 121 | −95  | Descenso a la Divizia B 2021-22                  |

Actualizado a los partidos jugados el 25 de mayo de 2021.
 Fuente: Divizia A
Notas:
1. ↑  Cahul 2005 tuvo la oportunidad de ascender, pero el club no solicitó la licencia del club nacional para la temporada Divizia Națională 2021-22.[1]

## Goleadores
Actualizado el 25 de mayo de 2021.
| Pos. | Jugador          | Equipo            | Goles |
| ---- | ---------------- | ----------------- | ----- |
| 1    | Clement Godday   | Sucleia           | 25    |
|      | Sergiy Molochko  | FC Balti          | 24    |
| 3    | Roman Sumchin    | Cahul-2005        | 18    |
| 4    | Mihai Turcan     | Speranța Drochia  | 17    |
| 5    | Octavian Onofrei | Spartanii Selemet | 15    |
| 6    | Eugen Tivirenco  | Tighina           | 13    |
|      | Iurie Stancev    | Cahul-2005        | 13    |
|      | Vasile Noroc     | Speranța Drochia  | 13    |
|      | Ghenadie Orbu    | Victoria          | 13    |
|      | Nichita Motpan   | FC Balti          | 13    |